# Ministero dell'istruzione e della giustizia (1956)
Il Ministero dell'istruzione e della giustizia (Ministerio de Educación y Justicia) era un dicastero del governo argentino, esistito tra il 1956 e il 1966.
Fu creato unendo i ministeri dell'Istruzione e della Giustizia, durante il governo de facto che si autodefinì "Rivoluzione Liberatrice", in ottemperanza al decreto-legge n. 10.351 dell'8 giugno 1956, dal Presidente provvisorio della Nazione (de facto) Pedro Eugenio Aramburu.
Il 27 settembre 1966, con la legge n. 16.956 del presidente de facto Juan Carlos Onganía, il ministero fu soppresso e vennero create due segreterie di stato: Cultura ed Istruzione e Giustizia, entrambe dipendenti dal Ministero dell'interno.